# Zastava Europske zajednice za ugljen i čelik
Zastava Europske zajednice za ugljen i čelik bila je vodoravna dvobojna zastava iscrtana zvijezdama koja je predstavljala Europsku zajednicu za ugljen i čelik (EZUČ) od 1958. (šest godina nakon osnivanja EZUČ-a) do 2002. kada je Zajednica postala djelom Europske unijie (EU). Prije 1958. EZUČ nije imala zastavu, a Europska unija nije koristila nijednu drugu zastavu osim sadašnje zastave.

## Dizajn
Zastava je imala dva vodoravna polja, plavo na gornjem dijelu i crno na donjem. Crna je boja označavala ugljen, dok je plava označavala čelik, dvije sirovine kojima je zajednica upravljala. Na poljima se nalazio niz najprije zlatnih, kasnije bijelih zvijezda jednakih broju država koje pripadaju Zajednici sve do 1986. godine, kada je odlučeno da se broj zaustavi na dvanaest. Ove su zvijezde bile jednako podijeljene između svakog polja, poravnane uz rub središnje crte razdvajanja. Ako je postojao neparan broj zvijezda, manji bi broj bio na gornjem polju.

## Povijest
Zastava je prvi put prikazana na izložbi Expo 1958. u Bruxellesu, sedam godina nakon osnivanja Zajednice. Na istom sajmu Expo u jednoj od prvih pojavljivanja u javnosti, bila je prisutna i trenutačna zastava Europske unije.
U početku je na zastavi bilo prisutno šest zvijezda, ali se broj postupno povećavao s povećanjem država članica Zajednice sve do 1986. kada je dosegao dvanaest zvijezda. Nakon toga je odlučeno da se broj zvijezda neće povećavati, premda su se 1990-ih pridružile nove članice. Zastava je tako bila u skladu sa zastavom Europske unije koja je prikazivala dvanaest zvijezda koje predstavljaju savršenstvo i jedinstvo.
Pariški ugovor o osnivanju EZUČ-a istekao je 23. srpnja 2002. i Zajednica je i formalno prestala postojati. Tog je dana tadašnji Predsjednik Europske komisije Romano Prodi posljednji put spustio zastavu EZUČ-a ispred Europske komisije u Bruxellesu i zamijenio je zastavom EU -a.

## Evolucija dizajna
| Broj zvijezda | Dizajn | Države članice predstavljene svakom zvijezdom (do 1986.)                                                                                       | Trajanje                               |
| ------------- | ------ | --- | -------------------------------------- |
| Šest          |        | Unutarnja šestorka: Belgija, Francuska, Zapadna Njemačka, Italija, Luksemburg i Nizozemska                                                     | 1958. – 31. prosinca 1972.             |
| Devet         |        | Danska, Irska i Ujedinjeno Kraljevstvo | 1. siječnja 1973. – 31. prosinca 1980. |
| Deset         |        | Grčka | 1. siječnja 1981. – 31. prosinca 1985. |
| Dvanaest      |        | Portugal i Španjolska (nakon 1986. broj zvijezda je ostao na dvanaest, napušten je princip da broj zvijezda bude jednak broju država članica). | 1. siječnja 1986. – 23. srpnja 2002.   |

## Vanjske poveznice
| Portal:Europa | Portal:Europa |

- Video svečanosti posljednjeg spuštanja zastave ispred palače Europske komisije – Centre Virtuel de la Connaissance sur l'Europe, pristupljeno 17. kolovoza 2021.
- Zastava Europske zajednice za ugljen i čelik na mrežnoj stranici "Zastave svijeta", pristupljeno 17. kolovoza 2021.

|  | Zajednički poslužitelj ima još gradiva o temi Zastava Europske zajednice za ugljen i čelik |